# Amira Ould Braham
Amira Ould Braham (en arabe : أميرة ولد براهام), née le 17 février 1998 à Aïn El Hammam, est une footballeuse internationale algérienne évoluant au poste de milieu de terrain au Trabzonspor.

## Biographie

### Carrière en club
En juillet 2018, à l'âge de vingt ans elle signe en faveur de l'US Orléans, en D2 féminine. En septembre 2019, alors qu'elle est devenue capitaine de l'équipe, elle est victime d'une rupture totale du ligament croisé antérieur, qui l'éloigne des terrains pendant plusieurs mois.

### Carrière en sélection
Sélectionnée en équipe de France des U17 aux U20, Amira Ould Braham participe à l'Euro U17 en 2015.
En octobre 2021, elle est appelée pour la première fois en équipe d'Algérie par la sélectionneuse nationale Radia Fertoul, pour participer à une double confrontation face au Soudan, dans le cadre des éliminatoires de la CAN 2022. Le 20 octobre 2021, elle honore sa première sélection en tant que titulaire et marque deux buts lors de la victoire historique 14-0 contre le Soudan,. Le match retour prévu le 26 octobre est finalement annulé à la suite du coup d'État au Soudan,. Amira Ould Braham et les joueuses de la sélection algérienne, sont restées bloquées près d'une semaine à Khartoum au Soudan, avant de rejoindre leurs clubs respectifs.

## Statistiques

### Statistiques détaillées
| Saison                | Club                  | Championnat           | Championnat | Championnat | Coupe(s) nationale(s) | Coupe(s) nationale(s) | Algérie | Algérie | Total | Total |
| Saison                | Club                  | Division              | M.          | B.          | M.                    | B.                    | M.      | B.      | M.    | B.    |
| 2016-2017             | FCF Juvisy            | Division 1            | 3           | 0           | 1                     | 0                     | -       | -       | 4     | 0     |
| Sous-total            | Sous-total            | Sous-total            | 3           | 0           | 1                     | 0                     | -       | -       | 4     | 0     |
| 2017-2018             | VGA Saint-Maur        | Division 2            | 13          | 0           | 1                     | 0                     | -       | -       | 14    | 0     |
| Sous-total            | Sous-total            | Sous-total            | 13          | 0           | 1                     | 0                     | -       | -       | 14    | 0     |
| 2018-2019             | US Orléans            | Division 2            | 20          | 1           | -                     | -                     | -       | -       | 20    | 1     |
| 2019-2020             | US Orléans            | Division 2            | 1           | 0           | -                     | -                     | -       | -       | 1     | 0     |
| 2020-2021             | US Orléans            | Division 2            | 1           | 0           | -                     | -                     | -       | -       | 1     | 0     |
| 2021-2022             | US Orléans            | Division 2            | 15          | 1           | 1                     | 1                     | 3       | 3       | 19    | 5     |
| Sous-total            | Sous-total            | Sous-total            | 37          | 2           | 1                     | 1                     | 3       | 3       | 41    | 6     |
| 2022-2023             | Stade brestois 29     | Division 2            | 18          | 0           | 1                     | 0                     | 2       | 0       | 21    | 0     |
| Sous-total            | Sous-total            | Sous-total            | 18          | 0           | 1                     | 0                     | 2       | 0       | 21    | 0     |
| 2023-2024             | FC Nantes             | Division 2            | 12          | 1           | 3                     | 1                     | 6       | 0       | 21    | 2     |
| Total sur la carrière | Total sur la carrière | Total sur la carrière | 83          | 3           | 7                     | 2                     | 11      | 3       | 101   | 8     |

### En sélection

#### Matchs internationaux
Le tableau suivant liste les rencontres de l'équipe d'Algérie dans lesquelles Amira Ould Braham a été sélectionnée depuis le 20 octobre 2021 jusqu'à présent.

#### Buts internationaux
| 0   | Date             | Lieu                              | Compétition      | Résultat | Adversaire | Détail | Détail        | Détail | Sél. |
| --- | ---------------- | --------------------------------- | ---------------- | -------- | ---------- | ------ | ------------- | ------ | ---- |
| 1er | 20 octobre 2021  | Stade Omar-Hamadi, Alger, Algérie | Qualifs CAN 2022 | V 14-0   | Soudan     | 29e    | du pied droit | 7-0    | 1er  |
| 2e  | 20 octobre 2021  | Stade Omar-Hamadi, Alger, Algérie | Qualifs CAN 2022 | V 14-0   | Soudan     | 30e    | du pied droit | 8-0    | 1er  |
| 3e  | 25 novembre 2021 | Stade Ariana, Tunis, Tunisie      | Match amical     | V 0-1    | Tunisie    | 38e    | du pied droit | 0-1    | 2e   |